# 普雷里鎮區 (伊利諾伊州克勞福德縣)
普雷里鎮區（英語：Prairie Township）是位於美國伊利諾伊州克勞福德縣的一個行政鎮區。

## 地方資料
根據2010年美國人口普查的數據，普雷里鎮區的面積為105.70平方千米，當中陸地面積為105.40平方千米，而水域面積為0.30平方千米。當地共有人口569人，而人口密度為每平方千米5.38人。